# Tournesol
Tournesol ist der französische Name eines Farbstoffs, der aus der Pflanze Chrozophora tinctoria, einer Art der Gattung Chrozophora, gewonnen werden kann.
Nachdem im 13. Jahrhundert ein Weg zur Extraktion des Farbstoffes gefunden wurde, begann der Aufstieg zu einer oft verwendeten Farbe in der Buchmalerei, bald auch in der Lebensmittelfärbung. Der Name wurde später auf viele Farbstoffe und die damit gefärbten Tücher und Blätter übertragen. Am Beginn des 17. Jahrhunderts wurde Tournesol durch die leichter verfügbaren und weniger flüchtigen mineralischen Pigmente abgelöst. Die letzten Rezepte, die Tournesol als Bestandteil aufführen, rühren aus der ersten Hälfte des 19. Jahrhunderts.
Tournesol stand etwa auf einer Stufe mit Färberwaid oder Indigo. Lapislazuli und dessen Ersatz Azurblau galten als höherwertiger.

## Farbgebung
Je nach Zubereitung konnte ein blauer, violetter oder roter Farbton gewonnen werden. Der Farbstoff reagiert dabei auf basische oder saure Umgebung ähnlich einem Lackmustest. Im französischen wird Lackmuspapier deshalb als Papier de tournesol bezeichnet.

## Folium
Das auch Folium (lat. „Blatt“) genannte Färbemittel stammt aus den Früchten der Pflanze und wird von Cennino Cennini in seinem Werk Il libro dell’Arte beschrieben. Es diente vorrangig zum Färben von Papier und zur Färbung von Fresken, aber auch von Textilien.

## Lebensmittelfärbung
Im Buch Du fait de cuisine von Chiquart wird empfohlen, Tournesol in Milch einzuweichen. In François-Pierre de La Varennes Buch Le Cuisinier François wird es mit Schwertlilien in Wasser gerieben.